# Championnat d'Égypte de football 1957-1958
Navigation
Saison précédente Saison suivante
La saison 1957-1958 du Championnat d'Égypte de football est la 8e édition du championnat de première division égyptien. Seize clubs égyptiens prennent part au championnat organisé par la fédération. Les équipes sont réparties en deux poules où elles rencontrent leurs adversaires deux fois, à domicile et à l'extérieur. Le premier de chaque poule dispute la finale pour le titre.
C'est le club d'Al Ahly SC, tenant du titre depuis sept saisons, qui remporte à nouveau le championnat, après avoir battu lors de la finale, le Zamalek SC. C'est le 8e titre de champion d'Égypte de l'histoire du club.
Le club de Maleyat Kafr El-Zayat rejoint le championnat cette saison.

## Les clubs participants
| - Al Ahly SC - Tersana SC - Ismaily SC - Zamalek SC - Al-Masry Club - Suez El-Riyadi - Ittihad Suez - Ghazl El Mahallah | - Al-Qanah - Al Olympi - Ittihad Alexandrie - Al Teram - Al Mansourah Sporting Club - Al Sekka Al Hadid - Tanta FC - Maleyat Kafr El-Zayat |

## Compétition

### Classement
Le classement est établi sur le barème de points classique (victoire à 2 points, match nul à 1, défaite à 0).

#### Groupe 1
| Rang | Équipe                     | Pts | J  | G  | N | P | Bp | Bc | Diff |
| ---- | -------------------------- | --- | -- | -- | - | - | -- | -- | ---- |
| 1    | Al Ahly SC T               | 21  | 14 | 10 | 1 | 3 | 45 | 16 | +29  |
| 2    | Tersana SC                 | 17  | 14 | 7  | 3 | 4 | 36 | 18 | +18  |
| 3    | Al Teram                   | 17  | 14 | 7  | 3 | 4 | 16 | 15 | +1   |
| 4    | Ittihad Suez               | 14  | 14 | 6  | 2 | 6 | 17 | 19 | -2   |
| 5    | Al-Masry Club              | 14  | 14 | 5  | 4 | 5 | 14 | 15 | -1   |
| 6    | Ittihad Suez               | 11  | 14 | 4  | 3 | 7 | 13 | 30 | -17  |
| 7    | Al Mansourah Sporting Club | 10  | 14 | 3  | 4 | 7 | 10 | 23 | -13  |
| 8    | Ismaily SC                 | 8   | 14 | 1  | 6 | 7 | 16 | 31 | -15  |

| Légende : Qualifications et relégations | Légende : Qualifications et relégations    |
| --------------------------------------- | ------------------------------------------ |
|                                         | Qualification pour la finale pour le titre |
|                                         | T : Tenant du titre                        |

#### Groupe 2
| Rang | Équipe                | Pts | J  | G  | N | P  | Bp | Bc | Diff |
| ---- | --------------------- | --- | -- | -- | - | -- | -- | -- | ---- |
| 1    | Zamalek SC            | 26  | 14 | 12 | 2 | 0  | 34 | 9  | +25  |
| 2    | Al Olympi             | 18  | 14 | 8  | 2 | 4  | 27 | 15 | +12  |
| 3    | Al Sekka Al Hadid     | 16  | 14 | 6  | 4 | 4  | 14 | 14 | 0    |
| 4    | Al Qanah              | 15  | 14 | 5  | 5 | 4  | 16 | 14 | +2   |
| 5    | Suez El-Riyadi        | 13  | 14 | 4  | 5 | 5  | 22 | 22 | 0    |
| 6    | Tanta FC              | 12  | 14 | 4  | 4 | 6  | 21 | 27 | -6   |
| 7    | Ghazl El Mahallah     | 8   | 14 | 2  | 4 | 8  | 11 | 20 | -9   |
| 8    | Maleyat Kafr El-Zayat | 4   | 14 | 0  | 4 | 10 | 9  | 33 | -24  |

| Légende : Qualifications et relégations | Légende : Qualifications et relégations    |
| --------------------------------------- | ------------------------------------------ |
|                                         | Qualification pour la finale pour le titre |

### Les matchs

#### Match pour le titre
| Équipe 1   | Résultat | Équipe 2   |
| ---------- | -------- | ---------- |
| Al Ahly SC | 1 - 1    | Zamalek SC |

| Équipe 1   | Résultat | Équipe 2   |
| ---------- | -------- | ---------- |
| Al Ahly SC | 3 - 1    | Zamalek SC |

## Bilan de la saison
| Championnat d'Égypte de football 1957-1958 |                          |
| Champion                                   | Al Ahly SC (8e titre)    |
| Coupes et trophées                         |                          |
| Vainqueur de la Coupe d'Égypte 1957-1958   | Zamalek SC et Al Ahly SC |
| Promotions et relégations                  |                          |
| Promus en Egyptian Premier League          | Aucun                    |
| Relégués en Egyptian Second League         | Aucun                    |